# 1633 Chimay
Chimay (asteróide 1633) é um asteróide da cintura principal com um diâmetro de 36,12 quilómetros, a 2,7631312 UA. Possui uma excentricidade de 0,1326673 e um período orbital de 2 076,92 dias (5,69 anos).
Chimay tem uma velocidade orbital média de 16,68725316 km/s e uma inclinação de 2,67826º.
Esse asteróide foi descoberto em 3 de Março de 1929 por Sylvain Arend.